# Berg Judit

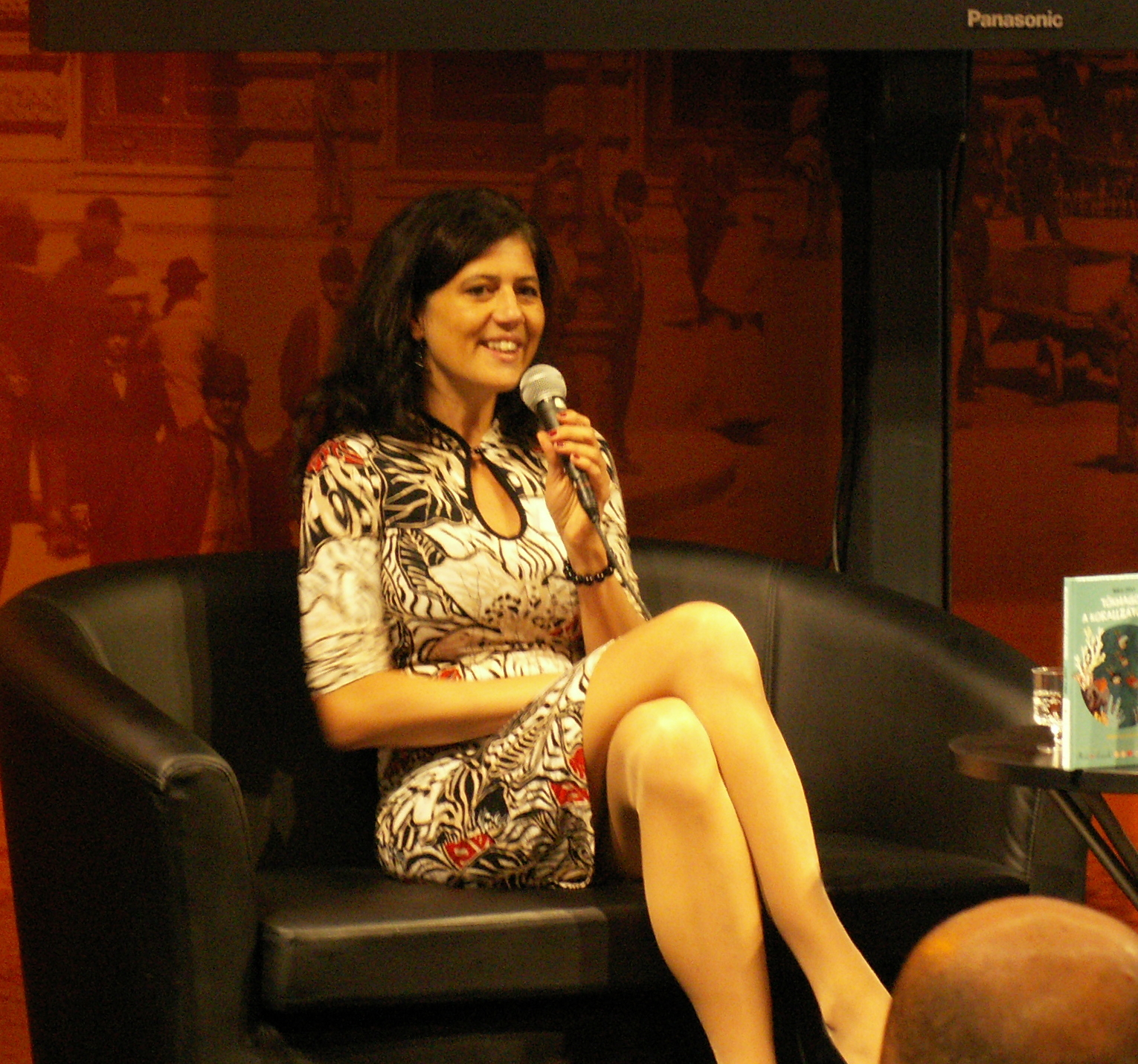
Berg Judit a göteborgi könyvvásáron, 2015-ben

Berg  Judit (Budapest, 1974. január 28. –) József Attila-díjas író.

## Életútja
Nyolcadik osztály után a Karinthy Frigyesről elnevezett angol–magyar két tannyelvű gimnáziumba jelentkezett. Egy ösztöndíjnak köszönhetően tizenöt éves korában négy hónapot töltött New Yorkban cserediákként.
Az Eötvös Loránd Tudományegyetem Bölcsészkarán szerzett magyar–angol szakos tanári diplomát és drámatanári végzettséget. Közben egykori általános iskolája színházszakkörének írt darabokat, részt vett a rendezésben, vándortáborba kísérte a gyerekeket, angolt tanított. Az egyetem utolsó évétől az angoltanítás mellett nyelvi lektorként és fordítóként működött. Közben megszületett legnagyobb lánya, Lilla. Az első meséket neki találta ki. Amikor újra dolgozni kezdett, újságírónak állt: főleg kultúrával kapcsolatos cikkeket, interjúkat, riportokat készített. Később még három gyermeke született: Bori, Dalma és Vilmos. Ők ihletik meséit.
Több mint húsz könyve jelent meg magyarul, egy németül és a Rumini első kötete szerb és orosz nyelven. 2023-ban a Lengemesék szlovák nyelven is megjelent.

## Díjai, kitüntetései
- Az Év Gyermekkönyve (Rumini, 2007)
- József Attila-díj (2011)
- Az Év Gyermekkönyve (Az őrzők, 2020)

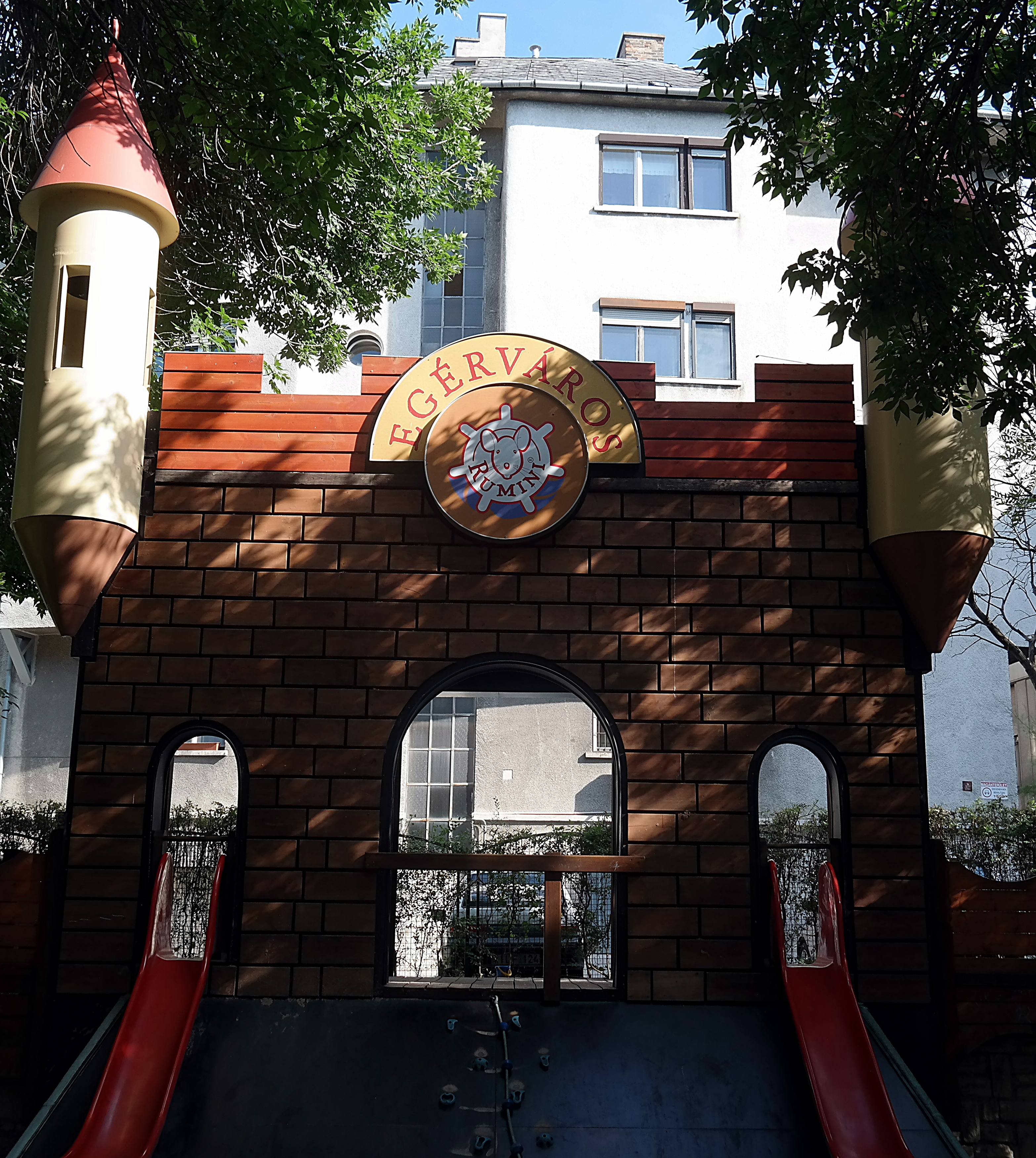
Rumini játszótér - I. kerület Mária tér

- Prima-díj (2024)[forrás?]

## Művei
- Hisztimesék (2005)
- Micsoda idő! (2006)
- Rumini (2006)
- Rumini Zúzmaragyarmaton (2007)
- Tündér biciklin (2006)
- Tündérváros (2007)
- Mesék a Tejúton túlról; Pagony–PxB, Bp., 2007
- Cipelő cicák a hátizsákban (2008)
- Cipelő cicák a városban (2008)
- Tündérnaptár (2008)
- Rumini és a négy jogar (2009)
- Cipelő cicák a cirkuszban (2009)
- Maszat játszik (2009)
- Maszat alszik (2010)
- Maszat épít (2010)
- Tündérzene (2010)
- Galléros Fecó naplója (2010)
- Tündérzene; Pagony, Bp., 2010 (Panka és Csiribí)
- Meseleves; Ecovit–Tudex, Bp., 2011
- Doktor Maszat (2011)
- Maszat számol (2011)
- Két kis dinó a zsírkréta korban (2011)
- Rumini Datolyaparton (2011)
- Rumini Ferrit-szigeten (2012)
- Két kis dinó Budapesten (2012)
- Lengemesék – Tavasz a Nádtengeren (2012)
- Maszat a vonaton (2012)
- Maszat és a csőtörés (2012)
- Weöres Sándor: A holdbeli csónakos; átdolg. Berg Judit; Helikon, Bp., 2013
- Lengemesék II. – Nádtengeri nyár (2013)
- Két kis dinó a középkorban (2013)
- Rumini a Fényvizeken (2013)
- Alma - A sötét birodalom (2013)
- Tökmagok Afrikában (2014)
- Tökmagok a tűzhányón
- 2014 (Most én olvasok!)
- Lengekalendárium. Négy évszak a Nádtengeren; Central Médiacsoport, Bp., 2014 + DVD
- Tökmagok a korallzátonyon; Pagony, Bp., 2015 (Most én olvasok!)
- Tökmagok a piramisban; Pagony, Bp., 2015 (Most én olvasok!)
- Lengemesék III. – Ősz a Nádtengeren (2015)
- Rumini kapitány (2016)
- Két kis dinó Krétán; Pagony, Bp., 2016
- Berg Judit–Kertész Erzsi: A négy madár titka; Pagony, Bp., 2017 (Kiki nyomoz)
- Két kis dinó felfedezi Amerikát; Pagony, Bp., 2017
- Lengeszakácskönyv. A Nádtenger lakóinak kedvenc csemegéi. +1 mese. Nagy Tünde receptjeivel; Central Könyvek, Bp., 2017
- Maszat a fodrásznál; Pagony, Bp., 2017
- A holló gyűrűje; Ecovit, Bp., 2017[1]
- Maszat űrhajózik; Pagony, Bp., 2018
- Maszat rajzol. Foglalkoztató füzet; Pagony, Bp., 2018
- Berg Judit – Kertész Erzsi: Az óra rejtélye; Pagony, Bp., 2018
- Drifter – A darknet árnyékában (2018)
- Rumini Tükör-szigeten (2019)
- Az Őrzők (2019)
- Rumini és az elsüllyedt világ (2020)
- A keresők (2021)
- Liana – A dzsungel fogva tart; Ecovit, Bp., 2024.[2]